# ㄶ
ㄶは、ハングルを構成する複合終声字母のひとつ。字母ㄴとㅎを組み合わせて終声に用いたもの。名称はニウンヒウッ（니은히읗）。/ㄴ/系の終声。
終声の/ㄴ/と同じく機能する（次の音節が母音で始まる場合も/ㄴ/が初声化する。終声の表記がㄶであることから、母音が続いた場合、他の多くの複合終声と同様に、「初声に/ㅎ/が現れてそれが語中なので聞こえなくなる」と便宜的に説明されることはあっても、実際に/ㅎ/の音が現れることはない）が、後続の子音が平音/ㄱ, ㄷ, ㅈ/である場合、その子音を激音化させて/ㅋ, ㅌ, ㅊ/とする。また後続の子音が平音/ㅅ/である場合、それを硬音化させて/ㅆ/とする。 
- 않다 → [안타]
- 않 + 아 → [아나]
- 않 + 고 → [안코]
- 많 + 소 → [만쏘]

なおこの終声字母は用言にしか用いられない。
| 名称                         | 種類   | コード | HTML実体参照コード | 表示 |
| HANGUL LETTER NIEUN-HIEUH    | 単体   | U+3136 | &#12598;           | ㄶ   |
| HANGUL JONGSEONG NIEUN-HIEUH | 終声用 | U+11AD | &#4525;            | ᆭ     |

| 音価 | 終声字                     | 複合終声字           | 複合終声字 |
| 音価 | 終声字                     | 前                   | 後         |
| ---- | -------------------------- | -------------------- | ---------- |
| ㄱ   | ㄱ, ㅋ, ㄲ                 | ㄳ                   | ㄺ         |
| ㄷ   | ㄷ, ㅅ, ㅆ, ㅈ, ㅊ, ㅌ, ㅎ |                      |            |
| ㅂ   | ㅂ, ㅍ                     | ㅄ                   | (ㄼ), ㄿ   |
| ㄹ   | ㄹ                         | ㄼ, ㄽ, ㄾ, ㅀ, (ㄺ) |            |
| ㄴ   | ㄴ                         | ㄵ, ㄶ               |            |
| ㅁ   | ㅁ                         |                      | ㄻ         |
| ㅇ   | ㅇ                         |                      |            |